# 2011年热带风暴布雷特
热带风暴布雷特（英語：Tropical Storm Bret）于2011年7月17日在巴哈马以北的锋区西南边缘沿线发展形成，是2011年大西洋飓风季第二场获得命名的风暴。气旋起初的移动幅度很小，并因上层环境有利而逐渐增强，然后达到风力时速110公里的最高强度。由于转向气流格局渐趋明朗，风暴转向东北，行经海域的垂直风切变有大幅增长。虽然受到风切变的不利影响，但接下来几天里布雷特的环流依然层次分明，中心附近还偶有对流爆发。到了7月22日，气旋内已持续数小时没有强劲雷暴，美国国家飓风中心因此在系统行进至百慕大以北约605公里洋面时停止针对布雷特发布公告。
风暴存在的大部分时间都位于大西洋开放海域上空，所以对陆地的影响有限。气旋早期的移动幅度很小，令巴哈马中北部大范围地区天气恶劣。布雷特还在佛罗里达州东岸产生狂风，沿海地区波涛汹涌，导致多人受伤。虽然距离陆地还相当远，但风暴仍令百慕大上空的热带水份增强，当地旱情因此得到缓解。

## 气象历史
2011年7月中旬，有大范围上层低压槽在西北大西洋上空南下，从百慕大一直延伸到乔治亚州内陆上空的冷锋因此得到强化。锋区北侧大范围地区降下小雨，最西侧部分则在佛罗里达州东北部上空基本保持静止状态。7月16日，位于近海并且正在逐渐衰减的冷锋边缘沿线发展出地面低气压区，还在巴哈马以北洋面产生稀疏对流区。虽然内部起初缺乏环流，地面气压也相对较高，但低气压区的组织结构还是在风切变逐渐消退的情况下得以改善。飓风猎人侦察机在大阿巴科岛西北方向约160公里海域发现闭合环流中心，美国国家飓风中心因此于协调世界时7月17日晚21点宣布有热带低气压形成。成为热带气旋后，系统内的深层对流迅速增长，风力也不断提高，仅三小时后就升级成热带风暴并获名“布雷特”（Bret）。
气旋所在位置正处副热带高压脊的薄弱环节，布雷特因此在获名后的一段时间里以非常缓慢的速度南下。虽然西侧有干燥空气逼近，但风暴继续强化，东部半圆有显著的深层雷暴带逐渐收紧。7月18日，卫星图像显示系统内有结构混乱的眼状特征存在，表明布雷特的强度正快速增长。侦察机的观测结果也证实这一判断，风暴的下层风速已达到每小时110公里左右，只略低于飓风标准，这也是布雷特所达到的最高强度。达到最高强度后，气旋因所在位置有高气压逐渐形成而开始加速朝东北方向前进，接下来数小时里强度的波动幅度都很小，只是在外界存在强烈风切变，同时又缺乏热带湿气的双重不利因素下无法进一步增强。到了7月19日，布雷特的环流中心已经暴露出来，缺乏深层对流，风速降至每小时85公里，并且行经洋面的环境越来越不利于热带气旋发展。不过，这些不利条件还不足以令风暴强度快速下降，接下来两天气旋移动速度放缓，强度基本保持不变，下层环流依然层次分明，西南象限内也有数次持续性的雷暴爆发。
7月20日清晨，结构已严重消退的布雷特因受西南气流逐渐加强影响而开始加快移动速度。接下来几天里，气旋结构持续退化，但由于上层风出现短暂消退，暴露在外的中心以南又间歇爆发出对流。7月22日，布雷特终于在水温寒冷的洋面上空弱化成热带低气压，其前进速度逐渐加快，内部再度出现缺乏显著对流的情况。美国国家飓风中心指出，虽然外界环境极为不利，还受到强烈的风切变摧残，但气旋异常顽强，“拒不消散”，船只观测数据也表明布雷特仍在大范围海域产生大风。但到了这天下午15点，气旋的环流结构已经变得混乱，美国国家飓风中心宣布位于百慕大以北约605公里洋面的系统已不再属于热带气旋。布雷特的残留低气压区在接下来几天里继续朝东北方向深入大西洋，直至7月23日完全消散。

## 防灾措施和影响

### 巴哈马

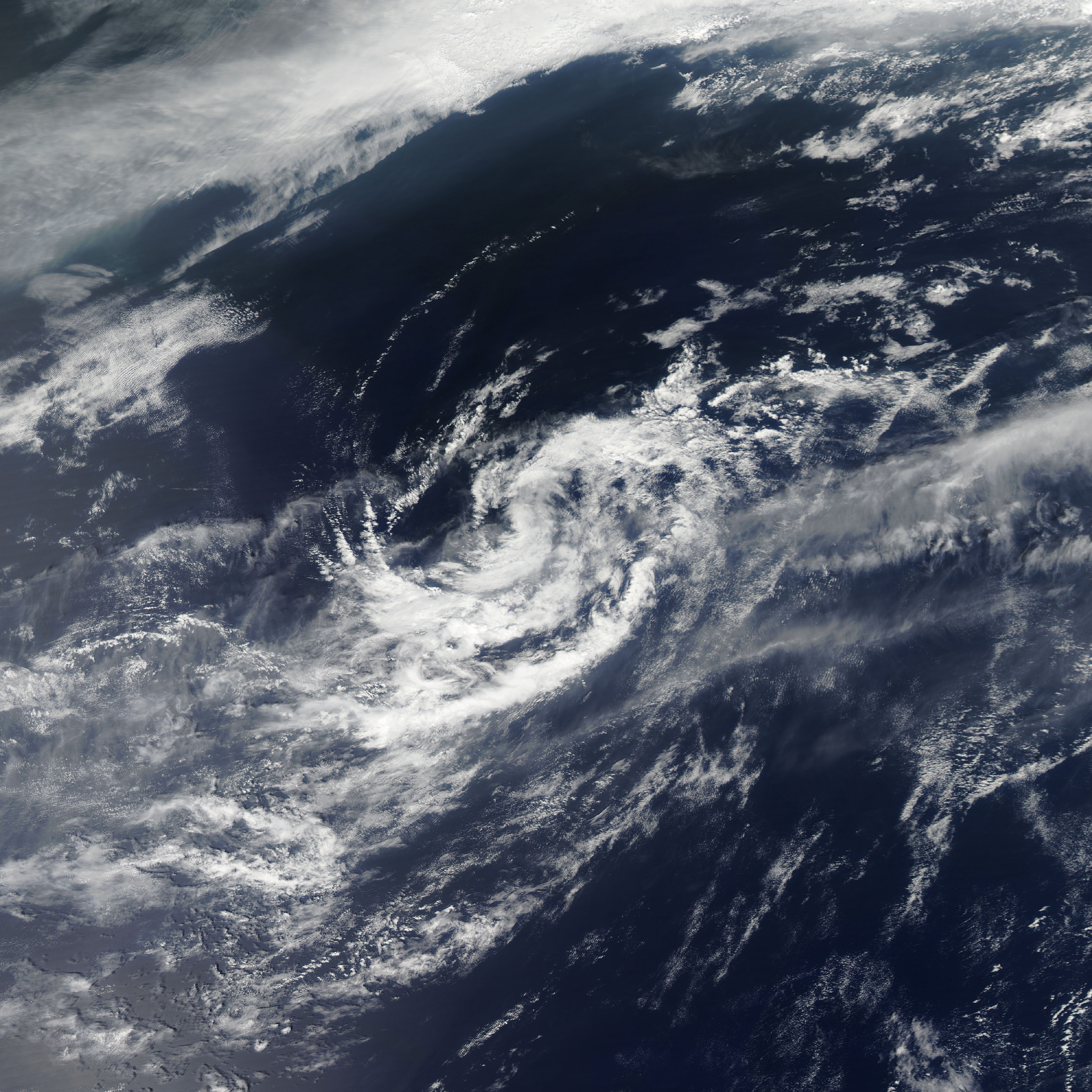
正逐渐减弱的布雷特从百慕大以北较远处洋面经过

热带低气压成形之际，百慕大政府向该国西北部多个岛屿发布热带风暴观察预警，并在气旋呈现强化迹象时升级成热带风暴警告。南面的新普罗维登斯岛和安德罗斯岛进入恶劣天气警告生效状态，有关部门敦促船主固定好小型船只。布雷特当天转向逐渐远离后，上述警告相应中止。
风暴起初的移动速度非常缓慢，巴哈马北部大部分地区因此长时间阴云密布，并以大巴哈马岛和阿巴科群岛天气最为恶劣。7月16至17日正逢周末，估计阿巴科群岛的降雨量达到75毫米。此外，岛上有气象站在风暴期间测得时速77公里的强烈阵风。降雨导致当地少年棒球联盟的棒球赛事取消。布雷特的外围雨带催生出海龙卷风并在天堂岛着陆，并伴有雷击和骤雨。总体而言，这场风暴对当地的影响利大于弊，降雨令各地旱情得到缓解。

### 美国和百慕大
受布雷特影响，佛罗里达州近海海况恶劣，有1.9米高的中浪，布里瓦德县有多人在游泳或冲浪时因遭遇大浪而受轻伤。强烈的离岸流将数十人卷入大海，所幸他们很快便已获救，无人伤亡。此外，海浪还把一些有毒的水母冲上岸，多个海滩上共有200余人被刺伤。据报道，海上还曾出现过多个漏斗云和海龙卷风，但都很快便已消散，没有对陆地产生影响。整场风暴对陆地的影响很小，布里瓦德县和沃卢西亚县在晨间降下小雨并伴随有微风。位于乔治亚州和佛罗里达州边界的奥克弗诺基沼泽正发生大规模山火，迫切需要降雨压制，但风暴向东北方向逐渐远离之际又带来大量干燥空气，降低出现降水的可能。
布雷特的前身曾在百慕大产生阵雨，但降雨量很小，24小时总计不超过22毫米。风暴带来的湿气对雨量推波助澜，百慕大持续数月的旱情至此告终。7月18日，百慕大国际机场降下45毫米雨量，而且次日又测得40毫米降水。这些降雨对该国总体有利，但也对部分排水条件不佳的企业或商铺构成不利影响。